# Ballia
Ballia es una ciudad y municipio situada en el distrito de Ballia en el estado de Uttar Pradesh (India). Su población es de 104424 habitantes (2011). El límite oriental de la ciudad se encuentra en la confluencia de dos ríos principales, el Ganges y el Karnali, a 140 km de Benarés y a 380 km de Lucknow.

## Clima
| Parámetros climáticos promedio de Ballia (1981–2010, extremes 1956–2012) | Parámetros climáticos promedio de Ballia (1981–2010, extremes 1956–2012) | Parámetros climáticos promedio de Ballia (1981–2010, extremes 1956–2012) | Parámetros climáticos promedio de Ballia (1981–2010, extremes 1956–2012) | Parámetros climáticos promedio de Ballia (1981–2010, extremes 1956–2012) | Parámetros climáticos promedio de Ballia (1981–2010, extremes 1956–2012) | Parámetros climáticos promedio de Ballia (1981–2010, extremes 1956–2012) | Parámetros climáticos promedio de Ballia (1981–2010, extremes 1956–2012) | Parámetros climáticos promedio de Ballia (1981–2010, extremes 1956–2012) | Parámetros climáticos promedio de Ballia (1981–2010, extremes 1956–2012) | Parámetros climáticos promedio de Ballia (1981–2010, extremes 1956–2012) | Parámetros climáticos promedio de Ballia (1981–2010, extremes 1956–2012) | Parámetros climáticos promedio de Ballia (1981–2010, extremes 1956–2012) | Parámetros climáticos promedio de Ballia (1981–2010, extremes 1956–2012) |
| Mes                                                                      | Ene.                                                                     | Feb.                                                                     | Mar.                                                                     | Abr.                                                                     | May.                                                                     | Jun.                                                                     | Jul.                                                                     | Ago.                                                                     | Sep.                                                                     | Oct.                                                                     | Nov.                                                                     | Dic.                                                                     | Anual                                                                    |
| ------------------------------------------------------------------------ | ------------------------------------------------------------------------ | ------------------------------------------------------------------------ | ------------------------------------------------------------------------ | ------------------------------------------------------------------------ | ------------------------------------------------------------------------ | ------------------------------------------------------------------------ | ------------------------------------------------------------------------ | ------------------------------------------------------------------------ | ------------------------------------------------------------------------ | ------------------------------------------------------------------------ | ------------------------------------------------------------------------ | ------------------------------------------------------------------------ | ------------------------------------------------------------------------ |
| Temp. máx. abs. (°C)                                                     | 29.0                                                                     | 35.9                                                                     | 42.1                                                                     | 46.5                                                                     | 48.0                                                                     | 47.5                                                                     | 43.0                                                                     | 39.4                                                                     | 37.9                                                                     | 38.1                                                                     | 36.4                                                                     | 34.0                                                                     | 48.0                                                                     |
| Temp. máx. media (°C)                                                    | 20.5                                                                     | 25.3                                                                     | 31.5                                                                     | 37.0                                                                     | 38.5                                                                     | 36.6                                                                     | 33.3                                                                     | 33.0                                                                     | 32.5                                                                     | 31.6                                                                     | 28.6                                                                     | 23.5                                                                     | 31.0                                                                     |
| Temp. mín. media (°C)                                                    | 7.1                                                                      | 10.3                                                                     | 15.2                                                                     | 20.8                                                                     | 24.6                                                                     | 26.0                                                                     | 25.6                                                                     | 25.6                                                                     | 24.9                                                                     | 21.2                                                                     | 14.9                                                                     | 9.1                                                                      | 18.8                                                                     |
| Temp. mín. abs. (°C)                                                     | 1.0                                                                      | 0.0                                                                      | 5.0                                                                      | 10.8                                                                     | 15.7                                                                     | 16.3                                                                     | 16.4                                                                     | 17.6                                                                     | 17.0                                                                     | 10.4                                                                     | 5.8                                                                      | 1.4                                                                      | 0.0                                                                      |
| Lluvias (mm)                                                             | 4.8                                                                      | 7.3                                                                      | 1.0                                                                      | 6.8                                                                      | 18.1                                                                     | 93.8                                                                     | 184.2                                                                    | 178.9                                                                    | 149.8                                                                    | 31.8                                                                     | 6.2                                                                      | 1.7                                                                      | 684.3                                                                    |
| Días de lluvias (≥ 1 mm)                                                 | 0.6                                                                      | 0.6                                                                      | 0.2                                                                      | 0.6                                                                      | 1.3                                                                      | 3.9                                                                      | 8.4                                                                      | 7.7                                                                      | 5.8                                                                      | 1.0                                                                      | 0.5                                                                      | 0.2                                                                      | 30.7                                                                     |
| Humedad relativa (%)                                                     | 71                                                                       | 64                                                                       | 54                                                                       | 42                                                                       | 48                                                                       | 61                                                                       | 77                                                                       | 80                                                                       | 80                                                                       | 74                                                                       | 68                                                                       | 73                                                                       | 66                                                                       |
| Fuente: India Meteorological Department                                  |                                                                          |                                                                          |                                                                          |                                                                          |                                                                          |                                                                          |                                                                          |                                                                          |                                                                          |                                                                          |                                                                          |                                                                          |                                                                          |

## Demografía
Según el  censo de 2011 la población de Ballia era de 104424 habitantes, de los cuales 55459 eran hombres y 48965 eran mujeres Ballia tiene una tasa media de alfabetización del 74%, superior a la media nacional del 59,5%:la alfabetización masculina es del 78%, y la alfabetización femenina del 69,5%.